# Canton de Bégard
Le canton de Bégard est une circonscription électorale française située dans le département des Côtes-d'Armor et la région Bretagne.

## Histoire
Le canton de Bégard a été créé en 1790.
De 1833 à 1848, les cantons de Bégard et de Pontrieux avaient le même conseiller général. Le nombre de conseillers généraux par département était limité à 30.
Un nouveau découpage territorial des Côtes-d'Armor entre en vigueur à l'occasion des élections départementales de mars 2015, défini par le décret du 13 février 2014, en application des lois du 17 mai 2013 (loi organique 2013-402 et loi 2013-403). Les conseillers départementaux sont, à compter de ces élections, élus au scrutin majoritaire binominal mixte. Les électeurs de chaque canton élisent au Conseil départemental, nouvelle appellation du Conseil général, deux membres de sexe différent, qui se présentent en binôme de candidats. Les conseillers départementaux sont élus pour 6 ans au scrutin binominal majoritaire à deux tours, l'accès au second tour nécessitant 12,5 % des inscrits au 1er tour. En outre la totalité des conseillers départementaux est renouvelée. Ce nouveau mode de scrutin nécessite un redécoupage des cantons dont le nombre est divisé par deux avec arrondi à l'unité impaire supérieure si ce nombre n'est pas entier impair, assorti de conditions de seuils minimaux. Dans les Côtes-d'Armor, le nombre de cantons passe ainsi de 52 à 27. Le nombre de communes du canton de Bégard passe de 7 à 23.
Le nouveau canton de Bégard est formé de communes des anciens cantons de Bégard (7 communes), de La Roche-Derrien (6 communes), de Pontrieux (7 communes), de Lannion (1 commune) et de Plouaret (2 communes). Avec ce redécoupage administratif, le territoire du canton s'affranchit des limites d'arrondissements, avec 14 communes incluses dans l'arrondissement de Guingamp et 9 dans l'arrondissement de Lannion. Le bureau centralisateur est situé à Bégard.

## Représentation

### Conseillers d'arrondissement (de 1833 à 1940)
| Période                                  | Période      | Identité                                  | Étiquette               | Qualité |
| ---------------------------------------- | ------------ | ----------------------------------------- | ----------------------- | --- |
| 1833                                     | 1836         | Charles Le Béver                          |                         | Maire de Landebaëron                                                                                        |
| 1836                                     | 1848         | M. Le Calvez                              |                         | Propriétaire cultivateur à Bégard                                                                           |
|                                          |              |                                           |                         | |
| av.1856                                  | 1867 (décès) | Jacques Le Tiec (1822-1867)               |                         | Propriétaire à Kermoroc'h                                                                                   |
| 1867                                     | 1871 (décès) | Jean François Marie Le Calvez (1825-1871) |                         | Maire de Saint-Laurent                                                                                      |
|                                          |              |                                           |                         | |
| 1898                                     | 1910         | Eugène Geffroy                            | Républicain ministériel | Agriculteur, maire de Pédernec                                                                              |
| 1910                                     | 1919         | Pierre Perron                             | Radical                 | Premier adjoint puis maire de Bégard                                                                        |
| 1919                                     | 1934         | Auguste Le Bourhis                        | RG                      | Négociant à Bégard                                                                                          |
| 1934                                     | 1940         | François Clec'h                           | Radical puis SFIO       | Vétérinaire à Bégard                                                                                        |
| 1940                                     |              |                                           |                         | Les conseils d'arrondissement ont été suspendus par la loi du 12 octobre 1940 et n'ont jamais été réactivés |
| Les données manquantes sont à compléter. |              |                                           |                         | |

### Conseillers généraux de 1833 à 2015
De 1833 à 1848, les cantons de Bégard et de Pontrieux avaient le même conseiller général.
| 1833 | 1836             | Charles Gaultier de Kermoal (1785-1852) |                 | Négociant, propriétaire Maire de Pontrieux (1816-1837)                                                              |  |  |  |  |
| 1836 | 1848             | Claude Le Gorrec                        | Droite libérale | Avocat, propriétaire Maire de Pontrieux (1864-1868) Député (1839-1851 et 1852-1868)                                 |  |  |  |  |
| 1848 | 1872 (démission) | Antoine Person                          | Bonapartiste    | Juge de paix de Belle-Isle-en-Terre                                                                                 |  |  |  |  |
| 1872 | 1883             | Yves-Marie Le Calvez                    | Bonapartiste    | Propriétaire Maire de Bégard (1875 et 1878-1881)                                                                    |  |  |  |  |
| 1883 | 1888 (décès)     | Antoine Person                          | Bonapartiste    | Juge de paix de Belle-Isle-en-Terre                                                                                 |  |  |  |  |
| 1888 | 1901             | Guillaume Person (Fils du précédent)    | Bonapartiste    | Maire de Bégard (1888-1904)                                                                                         |  |  |  |  |
| 1901 | 1905 (décès)     | Didier Le Troadec                       | Républicain     | Négociant à Bégard                                                                                                  |  |  |  |  |
| 1905 | 1913             | Félix Monfort                           | Républicain     | Notaire à Kermoroc'h                                                                                                |  |  |  |  |
| 1913 | 1919             | Félix Montfort (Fils du précédent)      | Républicain     | Clerc de notaire à Kermoroc'h                                                                                       |  |  |  |  |
| 1919 | 1940             | Pierre Le Perron (1865-1945)            | Rad.soc.        | Propriétaire Maire de Bégard (1910-1940) Ancien conseiller d'arrondissement                                         |  |  |  |  |
|      |                  |                                         |                 | |  |  |  |  |
| 1943 | 1945             | Louis Person                            |                 | Maire de Bégard (1941-1944) Nommé par le régime de Vichy                                                            |  |  |  |  |
|      |                  |                                         |                 | |  |  |  |  |
| 1945 | 1958             | François Clec'h (1892-1980)             | SFIO            | Vétérinaire Maire de Bégard (1944-1973) Président du conseil général (1947-1949) Ancien conseiller d'arrondissement |  |  |  |  |
| 1958 | 1962             | Alain Goarin                            | MRP             | Docteur en médecine Conseiller municipal de Bégard                                                                  |  |  |  |  |
| 1962 | 1970             | François Clec'h (1892-1980)             | PSU             | Vétérinaire Maire de Bégard (1944-1973)                                                                             |  |  |  |  |
| 1970 | 1976             | Claude Guillou (1931-2020)              | PSU puis PS     | Technicien agricole Adjoint au maire de Bégard (1971-1983)                                                          |  |  |  |  |
| 1976 | 2001             | Noël Bernard                            | PCF             | Vétérinaire Maire de Bégard (1983-2008) Président de la communauté de communes (1996-2001)                          |  |  |  |  |
| 2001 | 2008             | Yvon Garrec                             | DVD             | Retraité de l'enseignement privé Conseiller municipal de Bégard (1995-2014)                                         |  |  |  |  |
| 2008 | 2015             | Gérard Le Caër (1956-2018)              | PCF             | Instituteur retraité Maire de Bégard (2008-2018) Vice-président du conseil général                                  |  |  |  |  |

### Conseillers départementaux après 2015
| Période élective | Période élective | Mandat | Mandat           | Identité           | Nuance | Nuance | Qualité |
| ---------------- | ---------------- | ------ | ---------------- | ------------------ | ------ | ------ | --- |
| 2015             | 2021             | 2015   | 2021             | Cinderella Bernard |        | PCF    | Éducatrice spécialisée, 1ère Adjointe au Maire de Bégard (conseillère municipale depuis 2020)                                                              |
| 2015             | 2021             | 2015   | 2017 (démission) | Vincent Le Meaux   |        | PS     | Ancien conseiller général du canton de Pontrieux Maire de Plouëc-du-Trieux (depuis 2008) et Président de Guingamp-Paimpol Argoat Agglomération depuis 2017 |
| 2015             | 2021             | 2017   | 2021             | Joël Philippe      |        | PS     | Agriculteur, Maire de Tonquédec |
| 2021             | 2028             | 2021   | en cours         | Cinderella Bernard |        | PCF    | Éducatrice spécialisée, conseillère municipale de Bégard 4ème vice-présidente déléguée à l'Enfance-Famille                                                 |
| 2021             | 2028             | 2021   | en cours         | Joël Philippe      |        | PS     | Agriculteur, Maire de Tonquédec (depuis 2020) |

### Résultats détaillés

#### Élections de mars 2015
À l'issue du 1er tour des élections départementales de 2015, deux binômes sont en ballotage : Cinderella Bernard et Vincent Le Meaux (UG:PCF/PS, 45,3 %) et Aline Elophe et Yvon Garrec (DVD, 25,63 %). Le taux de participation est de 57,5 % (9 539 votants sur 16 591 inscrits) contre 56,24 % au niveau départementalet 50,17 % au niveau national.
Au second tour, Cinderella Bernard et Vincent Le Meaux (Union de la Gauche) sont élus avec 61,06 % des suffrages exprimés et un taux de participation de 54,85 % (5 025 voix pour 9 099 votants et 16 590 inscrits). 
Vincent Le Meaux démissionne de son mandat de conseiller départemental le 01 juin 2017, conformément à son engagement de ne pas cumuler à la suite de son élection à la présidence de la nouvelle Communauté de Communes "Guingamp-Paimpol Armor-Argoat Agglomération".

#### Élections de juin 2021
Le premier tour des élections départementales de 2021 est marqué par un très faible taux de participation (33,26 % au niveau national). Dans le canton de Bégard, ce taux de participation est de 40,15 % (6 804 votants sur 16 945 inscrits) contre 39,37 % au niveau départemental. À l'issue de ce premier tour, deux binômes sont en ballotage : Cinderella Bernard et Joel Philippe (Union à gauche, 45,11 %) et Florence Allain et Guy Connan (DVD , 26,62 %).

## Composition

### Composition avant 2015

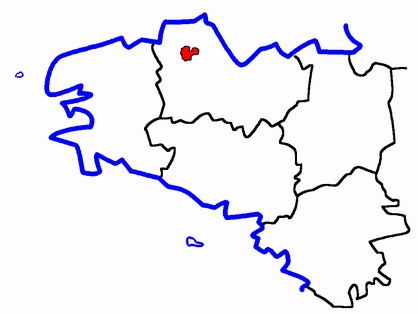
Situation du canton de Bégard dans le département des Côtes-d'Armor avant 2015.

Le canton de Bégard regroupait sept communes.
| Nom                | Code Insee | Codepostal | Superficie (km2) | Population (dernière pop. légale) | Densité (hab./km2) |
| ------------------ | ---------- | ---------- | ---------------- | --------------------------------- | ------------------ |
| Bégard (chef-lieu) | 22004      | 22140      | 36,41            | 4 803 (2012)                      | 132                |
| Kermoroc'h         | 22091      | 22140      | 6,16             | 427 (2012)                        | 69                 |
| Landebaëron        | 22095      | 22140      | 6,44             | 189 (2012)                        | 29                 |
| Pédernec           | 22164      | 22540      | 27,05            | 1 919 (2012)                      | 71                 |
| Saint-Laurent      | 22310      | 22140      | 8,96             | 515 (2012)                        | 57                 |
| Squiffiec          | 22338      | 22200      | 10,80            | 798 (2012)                        | 74                 |
| Trégonneau         | 22358      | 22200      | 6,32             | 527 (2012)                        | 83                 |

### Composition depuis de 2015
Le canton de Bégard comprend désormais 23 communes entières.
| Nom                            | Code Insee | Intercommunalité                  | Superficie (km2) | Population (dernière pop. légale) | Densité (hab./km2) | Modifier                                    |
| ------------------------------ | ---------- | --------------------------------- | ---------------- | --------------------------------- | ------------------ | ------------------------------------------- |
| Bégard (bureau centralisateur) | 22004      | CA Guingamp-Paimpol Agglomération | 36,41            | 4 862 (2022)                      | 134                | modifier les données · modifier les données |
| Berhet                         | 22006      | CA Lannion-Trégor Communauté      | 3,23             | 272 (2022)                        | 84                 | modifier les données · modifier les données |
| Brélidy                        | 22018      | CA Guingamp-Paimpol Agglomération | 8,14             | 316 (2022)                        | 39                 | modifier les données · modifier les données |
| Caouënnec-Lanvézéac            | 22030      | CA Lannion-Trégor Communauté      | 7,07             | 904 (2022)                        | 128                | modifier les données · modifier les données |
| Cavan                          | 22034      | CA Lannion-Trégor Communauté      | 16,40            | 1 548 (2022)                      | 94                 | modifier les données · modifier les données |
| Coatascorn                     | 22041      | CA Lannion-Trégor Communauté      | 8,05             | 251 (2022)                        | 31                 | modifier les données · modifier les données |
| Kermoroc'h                     | 22091      | CA Guingamp-Paimpol Agglomération | 6,16             | 429 (2022)                        | 70                 | modifier les données · modifier les données |
| Landebaëron                    | 22095      | CA Guingamp-Paimpol Agglomération | 6,44             | 169 (2022)                        | 26                 | modifier les données · modifier les données |
| Mantallot                      | 22141      | CA Lannion-Trégor Communauté      | 2,76             | 234 (2022)                        | 85                 | modifier les données · modifier les données |
| Pédernec                       | 22164      | CA Guingamp-Paimpol Agglomération | 27,05            | 1 891 (2022)                      | 70                 | modifier les données · modifier les données |
| Ploëzal                        | 22204      | CA Guingamp-Paimpol Agglomération | 26,24            | 1 227 (2022)                      | 47                 | modifier les données · modifier les données |
| Plouëc-du-Trieux               | 22212      | CA Guingamp-Paimpol Agglomération | 18,27            | 1 140 (2022)                      | 62                 | modifier les données · modifier les données |
| Pluzunet                       | 22245      | CA Lannion-Trégor Communauté      | 22,87            | 984 (2022)                        | 43                 | modifier les données · modifier les données |
| Pontrieux                      | 22250      | CA Guingamp-Paimpol Agglomération | 1,02             | 1 004 (2022)                      | 984                | modifier les données · modifier les données |
| Prat                           | 22254      | CA Lannion-Trégor Communauté      | 21,87            | 1 090 (2022)                      | 50                 | modifier les données · modifier les données |
| Quemper-Guézennec              | 22256      | CA Guingamp-Paimpol Agglomération | 23,08            | 1 089 (2022)                      | 47                 | modifier les données · modifier les données |
| Quemperven                     | 22257      | CA Lannion-Trégor Communauté      | 7,69             | 416 (2022)                        | 54                 | modifier les données · modifier les données |
| Runan                          | 22269      | CA Guingamp-Paimpol Agglomération | 5,12             | 253 (2022)                        | 49                 | modifier les données · modifier les données |
| Saint-Clet                     | 22283      | CA Guingamp-Paimpol Agglomération | 14,46            | 868 (2022)                        | 60                 | modifier les données · modifier les données |
| Saint-Laurent                  | 22310      | CA Guingamp-Paimpol Agglomération | 8,96             | 533 (2022)                        | 59                 | modifier les données · modifier les données |
| Squiffiec                      | 22338      | CA Guingamp-Paimpol Agglomération | 10,80            | 752 (2022)                        | 70                 | modifier les données · modifier les données |
| Tonquédec                      | 22340      | CA Lannion-Trégor Communauté      | 18,01            | 1 201 (2022)                      | 67                 | modifier les données · modifier les données |
| Trégonneau                     | 22358      | CA Guingamp-Paimpol Agglomération | 6,32             | 523 (2022)                        | 83                 | modifier les données · modifier les données |
| Canton de Bégard               | 2201       |                                   | 306,42           | 21 956 (2022)                     | 72                 | modifier les données                        |

## Démographie

### Démographie avant 2015
| 1962  | 1968  | 1975  | 1982  | 1990  | 1999  | 2006  | 2011  | 2012  |
| ----- | ----- | ----- | ----- | ----- | ----- | ----- | ----- | ----- |
| 8 449 | 8 458 | 8 328 | 8 652 | 8 350 | 8 044 | 8 434 | 9 094 | 9 178 |

### Démographie depuis 2015
En 2022, le canton comptait 21 956 habitants, en évolution de +0,4 % par rapport à 2016 (Côtes-d'Armor : +1,78 %, France hors Mayotte : +2,11 %).
| 2013   | 2018   | 2022   |
| ------ | ------ | ------ |
| 21 912 | 21 828 | 21 956 |